# Овчага
Овчага (болг. Овчага) — село в Болгарии. Находится в Варненской области, входит в общину Провадия. Население составляет 165 человек.

## Политическая ситуация
Овчага подчиняется непосредственно общине и не имеет своего кмета.
Кмет (мэр) общины Провадия — Георги Стоянов Янев (ДНГ) по результатам выборов в правление общины.